# Acanthagrion truncatum
Acanthagrion truncatum, popularmente chamada libélula, é uma espécie de artrópode odonato da família dos cenagrionídeos (Coenagrionidae) e do gênero Acanthagrion. É endêmica da América do Sul.

## Etimologia
O nome vernáculo libélula deriva do latim científico libellula, diminutivo do latim clássico libēlla, -ae, com o sentido de "prumo", "nível" ou "moeda de prata", por sua vez derivado do diminutivo de libra, -ae, que significa "balança". O nome faz alusão ao voo do inseto, que se mantém equilibrado no ar, pairando. Foi registrado em 1899 sob a forma libéllula.

## Descrição
Espécies pertencentes à família dos cenagrionídeos (Coenagrionidae) possuem dimorfismo sexual, com os machos geralmente a apresentar cores brilhantes, enquanto as fêmeas cores crípticas.

## Distribuição e habitat
Acanthagrion truncatum é endêmica da América do Sul, ocorrendo na Venezuela, na Bolívia, na Guiana, no Suriname e no Brasil, numa área estimada de dois milhões de quilômetros quadrados. No Brasil, em particular, segundo dados do Sistema de Informação sobre a Biodiversidade Brasileira (SiBBr), do Global Biodiversity Information Facility (GBIF) e do Instituto Chico Mendes de Conservação da Biodiversidade (ICMBio), há ocorrências da espécie nos estados de Minas Gerais e São Paulo, Piauí, Maranhão, Piauí, Sergipe, Bahia, Tocantins, Goiás, Mato Grosso, Mato Grosso do Sul e Ceará. Em termos hidrográficos, está presente nas sub-bacias do Araguaia, do Grande, do Itapecuru, do Litoral de Sergipe, do Paraguai 1, 2 e 3, do Paranaíba, do Paraná RH1, do Paraíba do Sul, do Baixo Parnaíba, do Alto, Médio e Baixo São Francisco, do Tietê, Alto Tocantins e do Xingu. Habita poças, riachos e rios em florestas de planícies e montanhas, nos biomas da Amazônia, Caatinga, Cerrado e Mata Atlântica.

## Ecologia
Os adultos de Acanthagrion amazonicum estão associados às macrófitas, cujas folhas e galhos servem de substrato de pouso. As fêmeas são ovíparas endófitas (dentro dos tecidos vegetais) de plantas flutuantes ou massas de algas, isoladas ou em grupo. Durante a oviposição, as fêmeas permanecem completa ou parcialmente submersas. No cortejo sexual, estudos de campo apontam que os machos não conseguem distinguir entre machos e fêmeas coespecíficas, respondendo de forma semelhante a ambos, o que sugere que as interações entre machos são tentativas erradas de acasalamento. Os machos são capazes de distinguir fêmeas de espécies simpátricas, salvo do gênero Homeoura, dada a proximidade da cor das fêmeas daquele gênero com a cor dos machos em sua própria espécie. Isso indica que fêmeas de espécies diferentes podem funcionar como distrações visuais para machos, gerando custos em interações estéreis, e o reconhecimento entre espécies simpátricas pode ser influenciado por fatores como o horário do dia e o dimorfismo de cor das fêmeas.

## Conservação
Acanthagrion truncatum foi classificado como pouco preocupante (LC) pela União Internacional para a Conservação da Natureza (UICN) em decorrência do amplo habitat onde é encontrado. No entanto, sabe-se que sua população está fortemente fragmentada e há um acentuado declínio dos indivíduos maduros. Possíveis ameaças à sobrevivência da espécie incluem desflorestamento e a expansão urbana. Mesmo assim, a espécie não sofre impactos severos decorrentes da degradação, pois restam grandes áreas naturais à disposição.  Em 2018, Acanthagrion truncatum foi classificada como pouco preocupante no Livro Vermelho da Fauna Brasileira Ameaçada de Extinção do Instituto Chico Mendes de Conservação da Biodiversidade (ICMBio).

### Áreas de conservação
Em sua área de distribuição, Acanthagrion truncatum está presente em várias áreas de conservação: a Área de Proteção Ambiental Morro da Pedreira (APA Morro da Pedreira), a Área de Proteção Ambiental Serra da Ibiapaba (APA Serra da Ibiapaba), a Estação Ecológica Serra Geral do Tocantins (ECEC Serra Geral do Tocantins), o [[Parque Nacional da Chapada dos Veadeiros (PARNA da Chapada dos Veadeiros), o Parque Nacional da Serra da Canastra (PARNA da Serra da Canastra), o Parque Nacional da Serra do Cipó (PARNA da Serra do Cipó), o Parque Nacional de Sete Cidades (PARNA de Sete Cidades), a Área de Proteção Ambiental Corumbataí-Botucatu-Tejupá (APA Corumbataí-Botucatu-Tejupá), a Área de Proteção Ambiental Piracicaba/Juqueri-Mirim (APA Piracicaba/Juqueri-Mirim), a Área de Proteção Ambiental da Chapada dos Guimarães (APA da Chapada dos Guimarães), a Área de Proteção Ambiental do Rio Preto (APA do Rio Preto), a Área de Proteção Ambiental Pouso Alto (APA Pouso Alto), a Estação Ecológica Jataí, a Floresta Estadual Edmundo Navarro de Andrade, a Reserva Particular do Patrimônio Natural Reserva Ecológica da Mata Fria (RPPN Reserva Ecológica da Mata Fria) e a Reserva Particular do Patrimônio Natural Reserva Ecológica do Panga (RPPN do Panga).